# A. Kadir Paksoy
A. Kadir Paksoy, né le 10 mai 1954 à Darende (Turquie), est un enseignant et poète turc.